# Sydowbreen
De Sydowbreen is een gletsjer op het eiland Edgeøya, dat deel uitmaakt van de Noorse eilandengroep Spitsbergen.
De gletsjer is vernoemd naar de Duitse cartograaf Emil von Sydow (1812-1873).

## Geografie
De gletsjer ligt ten noordoosten van het meest zuidwestelijke puntje van het eiland op een schiereiland. Sydowbreen is zuidoost-noordwest georiënteerd en heeft een lengte van meer dan twee kilometer. Hij komt vanaf de Kvalpyntfonna en mondt via een gletsjerrivier in het noordwesten uit in het fjord Storfjorden.